# 伊村光
伊村 光（いむら ひかり、1914年8月12日 - 1996年10月15日）は、日本の銀行家。山口銀行頭取を務めた。

## 経歴
山口県出身。1935年に山口高等商業学校を卒業し、同年に百十銀行に入行。1944年3月に山口銀行に転じ、1960年4月に取締役、1967年4月に常務、1970年4月に専務を経て、1974年5月には頭取に就任。1992年6月から会長を務めた。
1983年4月に勲三等瑞宝章を受章。
1996年10月15日呼吸不全のために死去。82歳没。